# Бердиев, Кабул Раимович
Кабул Раимович Бердиев (род. 5 апреля 1955, Аккурганский район, Ташкентская область, УзССР, СССР) — узбекский военачальник. Министр обороны Республики Узбекистан (17 сентября 2008 — 4 сентября 2017). Член Кабинета министров Республики Узбекистан с 2008 года, член Совета министров обороны Государств — Участников Содружества Независимых Государств. Генерал-полковник (2014) вооружённых сил Республики Узбекистан.

## Биография
Кабул Раимович Бердиев родился 5 апреля 1955 года в Аккурганском районе Ташкентской области.
В 1976 году окончил Ташкентское высшее танковое командное училище имени дважды Героя Советского Союза маршала бронетанковых войск П. С. Рыбалко, в 1988 году — Военную академию имени М. В. Фрунзе. В 2002 году окончил Высшие академические курсы при Военной академии Генерального штаба Вооружённых сил Российской Федерации.
В 1976—1998 годах служил на различных командных и штабных должностях в рядах Вооружённых сил СССР и Республики Узбекистан. В 1998—2000 годах начальник Главного управления — заместитель начальника Генерального штаба Вооружённых сил Республики Узбекистан. В 2000—2003 годах — заместитель начальника Объединённого штаба Вооружённых сил Республики Узбекистан.
В 2003—2006 годах — начальник Ташкентского высшего общевойскового командного училища.
В 2006—2008 годах — министр по чрезвычайным ситуациям Республики Узбекистан.
С июня по сентябрь 2008 года заместитель министра обороны — командующий войсками Юго-западного военного округа.
Указом Президента Республики Узбекистан Ислама Каримова от 17 сентября 2008 года назначен министром обороны Республики Узбекистан. Находился в должности министра 9 лет и был снят с должности через год после смерти Первого Президента Узбекистана Ислама Каримова.
Указом Президента Республики Узбекистан Шавката Мирзиёева от 4 сентября 2017 года возглавил Академию Вооружённых сил Республики Узбекистан. 1 мая 2018 года назначен начальником Института гражданской защиты МЧС.

## Награды
- Орден «Шон-Шараф» двух степеней (Узбекистан)[5]
- Медаль «Жасорат» (Узбекистан)
- Медаль «За боевые заслуги» (СССР)
- Медаль «За отличие в воинской службе» 1-й степени (СССР)
- более тридцати медалей СССР, Республики Узбекистан, Российской Федерации и иных государств